# Circolo degli Artisti di Varese
Il Circolo degli Artisti di Varese - ODV è un'associazione culturale dell'omonima città italiana.

## Storia
Il 26 giugno 1920 nello studio del notaio Giuseppe Bonazzola fu redatto l'atto costitutivo dell'Associazione "Amici dell'arte", nucleo originario del "Circolo degli artisti di Varese".
La prima mostra importante (aperta a tutti gli artisti residenti in Lombardia) si svolse nell'autunno 1921, nelle scuole di via Sacco, con la pubblicazione di un apposito catalogo e già nei primi due giorni di apertura vide la partecipazione di ottomila persone. L'anno seguente, per discordanze interne, l'associazione venne chiusa, ma riattivata subito dopo con la nuova denominazione di "Cenacolo Artistico", sotto la presidenza di Neddu Mineo.
Nel 1927 venne nuovamente chiusa, questa volta per l'avvento del fascismo. Il regime, in quel periodo, aveva fondato a livello nazionale "Il sindacato Fascista Belle Arti" che, dopo aver requisito i fondi sociali del Cenacolo Artistico, aveva creato una nuova associazione, denominata "Raduno delle Arti", diretta dal Podestà di Varese, Domenico Castelletti, che designò Giuseppe Montanari quale direttore artistico. Al nuovo sodalizio venne dato uno spazio espositivo permanente presso la chiesa di Sant'Antonino, in via Veratti, oggi "Sala Veratti". Nel 1942, per cause belliche, l'associazione venne ulteriormente chiusa.
Alla fine della guerra, nel giugno del 1945, fu ancora Giuseppe Montanari, con Angelo Frattini (scultore), Domenico De Bernardi, Innocente Salvini, Carlo Prevosti ed altri artisti, con l'aiuto degli avvocati Aldo Lozito e Luigi Castelletti, a riprendere e riproporre l'originario spirito dell'associazione, rifondandola con la denominazione "Circolo degli Artisti di Varese". La presidenza della nuova associazione venne assunta da Aldo Lozito e la segreteria da Luigi Castelletti. Lozito, che mantenne la carica per 22 anni, fu anche fautore di un'intesa tra la sua associazione, i cui iscritti rappresentavano esclusivamente le arti figurative, e gruppi che operavano nel campo della musica, della letteratura e della critica. Aderirono quindi all'iniziativa figure importanti quali Guido Morselli, Renzo Modesti, Piero Chiara, Dante Isella, Leopoldo Giampaolo, Giuseppe Bortoluzzi, Luigi Ambrosoli, Manlio Della Porta Raffo e Carlo Prevosti.
In quel periodo le esposizioni organizzate dal Circolo comprendevano artisti come Enrico Baj, Lucio Fontana, Renato Guttuso, Aldo Carpi, Leo Spaventa Filippi, Giuliano Vangi, Adriano Bozzolo, Giuseppe Talamoni, Enrica Turri Bonacina, Silvio Zannella, Gottardo Ortelli, Floriano Bodini, Angelo Frattini (scultore), Vittore Frattini e Flaminio Bertoni tra gli altri.
Nel 1994 Ferruccio Zuccaro venne nominato presidente, alla direzione artistica venne nominata Fabrizia Buzio Negri, alla segreteria Fidanza, alla tesoreria Sergio Colombo, membri del Direttivo furono eletti Floriano Bodini, Vittore Frattini e Antonio Bandirali.
Nel 2020 Antonio Bandirali viene confermato alla presidenza, Alessia Tortoreto Vicepresidente, Paolo Musajo Somma di Galesano Segretario, alla tesoreria Franco Prevosti, membri del Direttivo sono eletti Eduardo Brocca Toletti, Antonio Franzetti, Luca Ghielmi e Gianpiero Castiglioni.
Nel 2022 Antonio Bandirali viene confermato alla presidenza, Ruggero Marrani Vicepresidente, Paolo Musajo Somma di Galesano Segretario, alla tesoreria Franco Crugnola (Peter Hide 311065), membri del Direttivo sono eletti Nicoletta Magnani, Paolo Pelizzoli, Eduardo Brocca Toletti, Antonio Franzetti, Alessia Tortoreto e Gianpiero Castiglioni.
Dal 2023 con l'intento di sostenere la diffusione di iniziative letterarie, il Circolo degli Artisti di Varese sostiene il concorso letterario internazionale nato da un’idea di Carla De Albertis e Jenny Santi "Ceresio in Giallo".
Viene approvato in Assemblea Straordinaria il 4 febbraio 2024 il nuovo Statuto, il "Circolo Degli Artisti di Varese - ODV" entra nel Terzo Settore normato dal D.Lgs 117/2017. Lo Statuto del 2024, rispettando gli storici ideali del 1920, vede il ritorno alle origini del sodalizio aprendo alle Sette Arti ed ai giovani. L'Assemblea ha poi approvato di dedicare l'associazione ai fondatori Giovanni Bagaini e Giuseppe Montanari. Questa nuova pagina del Circolo degli Artisti di Varese - ODV vede Antonio Bandirali confermato Presidente, Ruggero Marrani Vicepresidente, Paolo Musajo Somma di Galesano Segretario, Franco Crugnola Tesoriere, membri del Direttivo sono eletti Nicoletta Magnani, Jenny Santi, Eduardo Brocca Toletti, Antonio Franzetti, Ferruccio Pavesi, Roberto Cozzi e Gianpiero Castiglioni.
Nel gennaio del 2025 l’ANMI Associazione Nazionale Marinai d'Italia Gruppo di Varese è la prima associazione ad iscriversi allo storico cenacolo artistico, come previsto dallo statuto approvato l’anno precedente.

## Attività
Lo scopo dell'associazione è creare e mantenere un soldale vincolo tra gli artisti specialmente di Varese e della sua Provincia; di promuovere e sostenere iniziative e manifestazioni d'arte e di cultura; di gestire e coordinare le attività di carattere sociale, culturale ed artistico e di tutelare e valorizzare le testimonianze degli artisti e le loro persone; di promuovere e svolgere conferenze, studi, incontri con la partecipazione e la collaborazione di cittadini italiani e stranieri, sui vari problemi attenenti gli scopi dell'associazione, favorendo e realizzando, inoltre, contatti e scambi con Associazioni similari sia italiane sia di altri Paesi; organizzare e sostenere iniziative ed attività di carattere artistico per diffondere la conoscenza delle testimonianze artistiche del passato e fare conoscere quelle contemporanee, per mezzo di convegni, conferenze e mostre.

## Premio Circolo degli Artisti di Varese
Nel 1999 la presidenza dell'Avv. Ferruccio Zuccaro inaugurò il "Premio Circolo degli Artisti di Varese", un riconoscimento verso le figure varesine meritevoli per la dedizione alla diffusione culturale. Questo l'elenco dei premiati:
- 1999 - Prof. Luigi Ambrosoli, docente universitario, storico del Risorgimento, da sempre presente con prestigiosi contributi alla cultura del territorio;
- 2000 - Prof. Renzo Dionigi, illustre clinico, promotore dell'Università dell'Insubria, di cui è Rettore;
- 2001 - Ernesto Redaelli, nel ricordo dell'imprenditore illuminato. Editore della LATIVA, attento a tutte le espressioni della varesinità attraverso le numerose pubblicazioni dedicate agli aspetti culturali del territorio;
- 2002 - Arch. Mario Botta, per i particolari suoi geniali risultati nell'operatività, nella cultura e nella didattica;
- 2003 - Conte Giuseppe Panza di Biumo, grande collezionista, conosciuto in tutto il mondo;
- 2004 - Floriano Bodini, scultore di fama internazionale che ha voluto donare al Suo paese natale una importante collezione d'arte;
- 2005 - Avv. Ferruccio Zuccaro, uomo di cultura, dalla grande sensibilità e disponibilità nell'Arte e nel Sociale
- 2007 - Prof. Salvatore Furia, astrofisico, fondatore della Cittadella di Scienze Naturalistiche del Campo dei Fiori;
- 2008 - Antonio Bulgheroni, industriale, Cavaliere del Lavoro, per aver portato l'imprenditorialità varesina nel mondo;
- 2010 - in occasione del Novantennale, il Premio venne conferito a tre personalità del mondo della cultura di Varese: Giuseppe Armocida, docente universitario, presidente della Società Storica Varesina e della Società Italiana di Storia della Medicina per il costante impegno medico-scientifico e storico; Fabrizia Buzio Negri, critico d'arte contemporanea per l'importante contributo alla diffusione dell'arte; Matteo Inzaghi, giornalista professionista, editorialista, direttore responsabile di Rete55, per il coerente impegno a una corretta comunicazione politica e culturale attraverso vari media;
- 2012 - Gabriele Galante, fondatore e presidente IMP Impianti Macchine Fonderia di Luino, imprenditore di caratura internazionale, per aver dedicato particolare attenzione alla cultura quale socio fondatore del Centro Culturale "Frontiera" e alla solidarietà
- 2013 - Bambi Lazzati, dal 1988 responsabile del Premio Letterario dedicato a Piero Chiara, per aver profuso un costante impegno nella cultura, anche come presidente dell'Associazione Amici dei Musei;
- 2015 - Prof. Robertino Ghiringhelli, storico varesino
- 2017 - Geom. Augusto Caravati, come riconoscimento e riflessione su un lungo percorso fatto di lavoro, amore per la città, passione per l’arte e la cultura;

## Mostre, eventi e cataloghi
- xxxx - (archivio storico in completamento)
- 1920 - "Prima Autunnale Varesina" - Varese
- 1921 - "II Mostra Autunnale" - Varese
- 1924 - "Mostra postuma del pittore Aroldo Bonzaghi" - Varese
- 1924 - "III Mostra Autunnale" - Varese
- 1936 - "III Mostra d'Arte" - Varese
- 1937 - "IV Mostra d'Arte" - Varese
- 1949 - "V Mostra Sociale di Pittura e Scultura", Palazzo Municipale - Varese
- 1951 - "Premio Nazionale di Pittura Paesaggio Varesino", Villa Mirabello - Varese
- 1955 - "Mostra d'Arte Contemporanea", Villa Mirabello - Varese
- 1964 - "Terza Mostra Sociale di Natale", Galleria Prevosti - Varese
- 1981 - "Mostra Collettiva", Castello di Masnago - Varese
- 1982 - "Mostra Collettiva", Sala Veratti – Varese
- 1983 - "Mostra Collettiva", Galleria 3 – Varese
- 1984 - "Mostra collettiva", Centro Ronchi – Varese
- 1985 - "Mostra collettiva", Castello dei Nobili Bianchi – Caronno Varesino
- 1990 - “Arte e solidarietà”, Centro Gulliver – Varese;
- 1991 - "...di padre in figlio, mostra di sculture di Eugenio (1864-1934) e di Eros Pellini (1909) - Ask Edizioni;
- 1993 - "Piero Chiara: una pagina un'opera d'arte", Salone A.P.T. - Varese; Palazzo Verbania - Luino;
- 1993 - "Nel segno di Tavernari - la sacralità del vivere", Palazzo Branda Castiglioni - Castiglione Olona;
- 1993 - “Varese chiama Busto”, Palazzo Cicogna – Busto Arsizio;
- 1995 - "Sulle orme di Masolino", Palazzo Branda Castiglioni - Castiglione Olona;
- 1995 - “Arte Sacra - Genesi”, Battistero di San Vittore – Varese;
- 1996 - “Omaggio all’Europa”, Centro Comune di Ricerca – Ispra;
- 1997 - “Due associazioni d'Arte della Provincia di Varese”, Civica Galleria d’Arte Moderna - Gallarate;
- 1997 - "Un percorso d'Arte - 1920/1997", Salone Estense - Varese;
- 1998 - “Omaggio a Innocente Salvini - Sulla strada del mulino, tra la sua gente”, Museo Salvini - Cocquio Trevisago;
- 1999 - "Un'idea per un affresco in Arcumeggia", Bottega del Pittore - Arcumeggia, L.V.G. Edizioni Azzate;
- 1999 - "Omaggio ad un amico che non c'è", Battistero di San Giovanni - Varese;
- 2000 - "Il Circolo degli Artisti di Varese a Castellanza", Villa Pomini - Castellanza;
- 2000 - “Insubria terra d’arte”, Università degli Studi dell’Insubria, Varese;
- 2001 - "Arte ed editoria nel ricordo di un amico scomparso", La Tipografica Varese - Varese, Lativa Edizioni;
- 2002 - "Paesaggio umano e natura", Sala di Villa Cagna - Varese, L.V.G. Edizioni Azzate
- 2002 - "Sacro Monte di Varese - Arte e Nature", Camera di Commercio e Industria - Varese
- 2003 - “Chiare fresche dolci acque il sogno, la realtà”,Sale Consorzio Depurazioni Acque a Lonate Pozzolo;
- 2003 - "Punti di Vista", Sala Veratti - Varese
- 2004 - "Per Floriano Bodini", Museo Bodini a Gemonio;
- 2005 - "Due associazioni d'Arte per la Città di Varese", Castello di Masnago - Varese;
- 2006 - "Temalibero", Sala Veratti - Varese;
- 2007 - "Grande Grande Grande", Villa Baragiola - Varese;
- 2008 - "Arte Contemporanea 50x50", Villa Truffini - Tradate;
- 2008 - "Vetrine d'arte", per i Campionati Mondiali di Ciclismo 2008 mostra d'arte diffusa - Varese;
- 2009 - "Lombardia arte & salute: Vivere - Sognare - Star bene", in collaborazione con la Regione Lombardia mostra in 4 ospedali: Niguarda, Como, Lodi e Varese;
- 2010 - "Circolo degli Artisti di Varese: 90 anni di storia e attualità", Castello di Masnago e Sala Veratti - Varese;
- 2011 - “Minami Sanriku 11.03.2011", mostra benefica per il terremoto del Giappone, Castello di Masnago a Varese;
- 2011 - "dalla A alla Z", Spazio Zero, Gallarate;
- 2012 - "La poetica del lago tra Piero Chiara e Vittorio Sereni", Palazzo Verbania, Luino;
- 2013 - "Libro d'artista: la creazione artistica della parola. Piero Chiara/Vittorio Sereni", Palazzo Verbania, Luino;
- 2013 - "Velocità - Design - e molto altro", Musao Flaminio Bertoni - Varese;
- 2014 - "Paesaggio, Natura, Emozioni", Palazzo Comunale - Besozzo;
- 2014 - "Tempo e luogo. La realtà e il mistero", Palazzo Branda - Castiglione Olona;
- 2015 - "Il Circolo degli Artisti di Varese interpreta: Expo Milano 2015";
- 2015 - "Foular d'artista", Villa Recalcati - Varese;
- 2016 - "Forme espressive", Chiostro di Voltorre - Gavirate;
- 2016 - "La Commedia Dantesca", Castello di Masnago - Varese;
- 2016 - "Un francobollo per la Città di Varese - 1816-2016", Villa Mirabello - Varese;
- 2017

- "Il fascino discreto di una Provincia chiamata di Varese", Antica Rimessa del Tram - Lavena Ponte Tresa, Sala Mostre del Palazzo Comunale - Besozzo, Villa Pomini - Castellanza, Palazzo Marliani-Cicogna - Busto Arsizio, MIDeC Museo Internazionale del Design Ceramico - Laveno Mombello; catalogo edito da La Tipografica - Varese;
- 2019

- "Il fascino discreto di una Provincia chiamata di Varese - 2", Villa Fumagalli - Laveno Mombello;
- "Omaggio a Ginetto Piatti", Ex Colonia Elioterapica "la bislunga"- Germignaga;
- 2020

- "100 anni di storia, arte e costume, attraverso il Circolo degli Artisti di Varese", mostra rinviata a causa della pandemia Covid;
- "La natura ed i suoi quattro elementi", Civico Museo Parisi Valle - Maccagno;
- 2021

- "Arte & Pandemia - Testimonianze", mostra virtuale YouTube a causa della pandemia, in seguito presso le Officine dell'Acqua - Laveno Mombello;
- 2022

- "Artisti per il Bernascone" esposizione filantropica presso il Battistero di San Vittore - Varese;
- "225 anni del Tricolore italiano" con il Patrocinio del Ministero della Cultura, mostra d'arte diffusa con 225 opere in tutta la città;
- 2023

- "100 anni di Storia, Arte e Costume, attraverso il Circolo degli Artisti di Varese", Villa Mirabello - Varese, catalogo stampato nel 2020;
- "Gli artisti di Varese con il cuore in Emilia Romagna", mostra filantropica in Corso Matteotti e Sala Veratti a Varese in favore degli alluvionati dell'Emilia Romagna;
- "l'Epopea del Volo 1903-2023" con il Patrocinio del Parlamento Europeo, Museo Volandia - Somma Lombardo;
- 2024

- "46 espressioni d'autore", mostra ed incontro con gli artisti presso il Circolo Dipendenti BPER Banca di Varese;
- "Concorso Letterario Internazionale Ceresio in Giallo", IV edizione con premiazione presso i Giardini di Palazzo Estense;
- "Se il Ceresio è un Giallo", prima mostra d'arte dedicata ai gialli letterari ambientati sui laghi, Antica Rimessa dei Tram di Lavena Ponte Tresa;
- “25x4”, mostra per i 100 anni del presidente onorario Avv. Ferruccio Zuccaro, presso la sede di VareseVive a Varese;
- 2025

- “Omaggio a Lucio Fontana”, Sala Lucio Fontana, Comabbio;
- “Panchine Rosse d’Artista”, supporto alla realizzazione ed inaugurazione in Varese (Piazza XX Settembre - Villa Augusta) di due panchine rosse contro la violenza sulle donne, in collaborazione con l’Assessorato ai Servizi Educativi e alle Pari Opportunità di Varese ed il contributo del Rotary Club Varese Verbano;
- "Concorso Letterario Internazionale Ceresio in Giallo", V edizione con premiazione presso Ville Ponti;

## Concorso Letterario Internazionale "Ceresio in Giallo” 2024 (IV edizione)
- Vincitori assoluti:
- 1° premio - François Morlupi, con "Formule mortali. La prima indagine dei Cinque di Monteverde" (Salani, 2023);
- 2° premio, Carlo Piano con "Il torto. Diciassette gradini verso l’inferno" (E/O, 2023);
- 3° premio, Antonio Boggio con "Delitto alla baia d’argento" (Piemme, 2023)

- Vincitore del premio “Francesco Paolo Musajo Somma di Galesano” racconti inediti ambientati sui laghi, Paolo Pinna Parpaglia con "I girovaghi dei laghi”; 
- Vincitore del premio "Giovani Autori Claudio De Albertis” romanzi editi di scrittori fino a 35 anni, Davide Damiani con "La mafia siamo noi" (Edizionizerotre);  
- Vincitore del premio “Giovani Autori Claudio De Albertis” per il miglior racconto inedito di autori fino ai 35 anni di età, Alice Tasselli con "Un’isola di mostri e fantasmi”;
- Vincitore del premio “Regio Insubrica” miglior racconto inedito ambientato su un lago dell’area, Roberta Avallone con "Lo specchio del lago”; 
- Vincitore del premio Gialli nel cassetto, Giuseppe Vottari con "Debito di sbirro”;
- Premio Giallo Junior, per romanzi di genere mistery, giallo e noir per ragazzi di età 9+: 
- Classifica Giuria adulti, premio “Fondazione per Leggere”, Fabrizio Altieri con "Omicidio in ricetta" (Pelledoca Editore);
- Giuria dei ragazzi, premio “Banca Mediolanum”, Marta Riva con "Agata giovane detective. Omicidio al numero civico 76/B" (PAV Edizioni).

- Premio alla carriera assegnato a Piero Colaprico;

## Concorso Letterario Internazionale "Ceresio in Giallo” 2025 (V edizione)
- Vincitori assoluti:
- 1° premio - Piergiorgio Pulixi, con “La libreria dei gatti neri” (Marsilio);
- 2° premio, Fabrizio Roncone con “Il potere di uccidere” (Marsilio);
- 3° premio, Nicola Calathopoulos con “Testimone imperfetta” (Minerva).

- Vincitore del premio “Francesco Paolo Musajo Somma di Galesano” racconti inediti ambientati sui laghi, Paolo Botti con "Un vecchio cliente"; 
- Vincitore del premio "Giovani Autori Claudio De Albertis” romanzi editi di scrittori fino a 35 anni, Davide Damiani con "La mafia siamo noi" (Edizionizerotre);  
- Vincitore del premio “Giovani Autori Claudio De Albertis” per il miglior racconto inedito di autori fino ai 35 anni di età, Silvestro Giusti con “I dipinti del lago”;
- Vincitore del premio “Regio Insubrica” miglior racconto inedito ambientato su un lago dell’area, Bruno Volpi con “L’uomo del traghetto”; 
- Vincitore del premio Gialli nel cassetto, Consuelo Consoli con “La voce del silenzio”;
- Premio Giallo Junior, per romanzi di genere mistery, giallo e noir per ragazzi di età 9+: 
- Classifica Giuria adulti, premio “Fondazione per Leggere”, Laura Orsolini con “Emma e i fantini detective (Pelledoca);
- Giuria dei ragazzi, premio “Banca Mediolanum”, Silvia Bernardi con “Il segreto del carillon” (Mondadori ragazzi).

- Premio alla carriera assegnato a Valerio Varesi;

## Presidenti
- 1920 Edoardo Chiesa
- 1921 Guido Belli
- 1922 Neddu Mineo
- 1945 Aldo Lozito
- 1977 Angelo Coralli
- 1980 Emilio Giudici
- 1990 Silvano Colombo
- 1993 Fabrizia Buzio Negri
- 1994 Ferruccio Zuccaro
- 2016 Antonio Bandirali

## Soci fondatori
- Edoardo Chiesa, giornalista e direttore del periodico I Laghi Lombardi
- Giovanni Bagaini, giornalista e direttore e fondatore de La Prealpina
- Gino Bonfiglioli, giornalista
- Guido Belli, avvocato
- Cornelio Maj, avvocato
- Geo Bini Cima, avvocato
- Del Missier, architetto
- Giuseppe Bonazzola, notaio
- Edoardo Flumiani, ingegnere
- Teodoro Marzoli, cavaliere
- Arrigo Pedrollo, musicista
- Giuseppe Agazzi, maestro
- Mons. Luigi Lanella, sacerdote della Basilica di San Vittore in Varese
- Giuseppe Montanari, artista
- Domenico De Bernardi, artista
- Enrico Butti, artista
- Alessandro Pandolfi, artista
- Federico Gariboldi, artista
- Donato Gramegna, artista
- Daniele Scola, artista
- Lia Ambrosoli, artista
- Innocente Salvini, artista
- Arturo Tosi, artista

## Onorari del Circolo degli Artisti
- Avv. Ferruccio Zuccaro, presidente onorario (2020)
- Liceo Artistico "Angelo Frattini" di Varese, scuola secondaria di secondo grado (2023)
- Enrico Brugnoni (2023)
- Carlo Massironi (2023)
- Franco Prevosti (2023)
- SOMSART Associazione di Promozione Sociale (2023)
- Paola Squizzato (2023)
- Matteo Inzaghi (2025)
- Prof. Robertino Ghiringhelli (2025)

## Consiglio Direttivo 2024-2026
- Antonio Bandirali, Presidente
- Nicoletta Magnani, VicePresidente
- Paolo Musajo Somma di Galesano, Segretario
- Franco Crugnola (Peter Hide 311065), Tesoriere
- Ruggero Marrani
- Jenny Santi
- Eduardo Brocca Toletti
- Roberto Cozzi
- Angelica Vittone
- Gianpiero Castiglioni
- Maria Luisa Pozzer